# Miara borelowska
Miara borelowska – miara określona na {\displaystyle \sigma }-ciele podzbiorów borelowskich danej przestrzeni topologicznej, tzn. najmniejszym {\displaystyle \sigma }-ciele zawierającym wszystkie zbiory otwarte tej przestrzeni. 

## Przykłady
- Miara Lebesgue’a w dowolnej przestrzeni euklidesowej jest miarą borelowską, która jest zupełna. Każdy ograniczony zbiór borelowski jest skończonej miary.
- Jeżeli {\displaystyle X} jest przestrzenią metryczną oraz {\displaystyle \theta } jest miarą zewnętrzną metryczną, to {\displaystyle \theta } zawężona do rodziny zbiorów borelowskich jest miarą borelowską.

## Inne rozumienie miary borelowskiej
Czasami „miara borelowska” oznacza wszystkie - rzeczywiste bądź zespolone - przeliczalnie addytywne funkcje zbiorów określone na rodzinie zbiorów borelowskich. Takie podejście jest szczególnie popularne w kontekście operowania miarami borelowskimi jako ciągłymi funkcjonałami liniowymi na przestrzeni funkcji ciągłych określonych na pewnej przestrzeni zwartej (por. twierdzenie Riesza).